# Norma operatorowa
Norma operatorowa – norma w przestrzeni operatorów liniowych i ciągłych między dwiema ustalonymi przestrzeniami unormowanymi. Jeżeli {\displaystyle X} i {\displaystyle Y} są przestrzeniami unormowanymi, to wzór
{\displaystyle {\begin{aligned}\|T\|&=\inf\{c>0:\|Tx\|\leqslant c\|x\|{\mbox{ dla każdego }}x\in X\}\end{aligned}}}
określa normę w przestrzeni {\displaystyle {\mathcal {B}}(X,Y)} operatorów liniowych i ciągłych określonych na {\displaystyle X} i wartościach w {\displaystyle Y.}
Zachodzą ponadto następujące równości
{\displaystyle {\begin{aligned}\|T\|&=\sup\{\|Tx\|:x\in X,\;\|x\|\leqslant 1\}\\&=\sup\{\|Tx\|:x\in X,\;\|x\|=1\}\\&=\sup \left\{{\frac {\|Tx\|}{\|x\|}}:x\in X,\;x\neq 0\right\},\end{aligned}}}
przy czym ostatnie dwie mają sens w przypadku, gdy {\displaystyle X} ma co najmniej jeden wymiar.

## Zupełność przestrzeni operatorów
Przestrzeń {\displaystyle {\mathcal {B}}(X,Y)} jest przestrzenią Banacha, gdy {\displaystyle Y} jest przestrzenią Banacha.
Dowód. Niech {\displaystyle (T_{n})_{n=1}^{\infty }} będzie ciągiem Cauchy’ego w {\displaystyle {\mathcal {B}}(X,Y).} W szczególności, {\displaystyle (T_{n}x)_{n=1}^{\infty }} jest ciągiem Cauchy’ego dla każdego elementu {\displaystyle x} przestrzeni {\displaystyle X,} ponieważ
{\displaystyle \|T_{n}x-T_{m}x\|\leqslant \|T_{n}-T_{m}\|\|x\|.}
Używając zupełności {\displaystyle Y,} możemy zdefiniować przyporządkowanie {\displaystyle T\colon X\to Y} wzorem
{\displaystyle Tx:=\lim _{n\to \infty }T_{n}x.}
W szczególności {\displaystyle T} jest operatorem liniowym, który jest punktową granicą ciągu {\displaystyle (T_{n})_{n=1}^{\infty }} operatorów liniowych. Ponadto,
{\displaystyle \|Tx\|\leqslant \sup _{n\in \mathbb {N} }\|T_{n}x\|\leqslant \sup _{n\in \mathbb {N} }\|T_{n}\|\cdot \|x\|<\infty ,}
z uwagi na to, że ciągi Cauchy’ego są ograniczone. Z twierdzenia Banacha-Steinhausa wynika, że operator {\displaystyle T} jest ograniczony. Dla danej liczby {\displaystyle \epsilon >0} istnieje takie {\displaystyle N,} że dla {\displaystyle n,m\geqslant N} zachodzi
{\displaystyle \|T_{n}-T_{m}\|<\epsilon .}
W szczególności
{\displaystyle \|T_{n}x-T_{m}x\|<\epsilon }
dla elementów {\displaystyle x} z przestrzeni {\displaystyle X,} dla których {\displaystyle \|x\|\leqslant 1} oraz {\displaystyle n,m\geqslant N.} Ostatecznie także w tym przypadku
{\displaystyle \|T_{n}x-Tx\|\leqslant \epsilon ,}
co pokazuje, że ciąg {\displaystyle (T_{n})_{n=1}^{\infty }} jest zbieżny do {\displaystyle T.}